# Фененко, Владимир Фомич
Влади́мир Фоми́ч Фене́нко (1841, Черниговская губерния — 1916, Санкт-Петербург) — судебный деятель, сенатор, член Верховного уголовного суда Российской империи. Действительный тайный советник.

## Биография
Родился 10 (22) февраля 1841 года в семье потомственных дворян в имении Морозовка (село Камень) Кролевецкого уезда Черниговской губернии. Сын коллежского советника Фомы Александровича Фененко и Варвары Александровны Фененко. Племянник Фененко Гавриила Александровича — судебного деятеля Российской империи.
В 1858 году с серебряной медалью окончил Новгород-Северскую мужскую гимназию, в 1862 году — юридический факультет Киевского университета со званием действительного студента. В следующем году представил диссертацию, за которую был удостоен степени кандидата прав.
Службу начал в 1862 году, в качестве исполняющего должность судебного следователя 2-го участка Орловского уезда; был утверждён в должности только в 1865 году и в следующем году был переведён на ту же должность во 2-й участок города Орла. В 1867 году назначен товарищем прокурора Орловского окружного суда, в 1870 году — прокурором этого суда, в 1877 году — его председателем.
С 1883 года был прокурором Саратовской судебной палаты. В 1893 году на него было возложено обозрение делопроизводств Оренбургской палаты уголовного и гражданского суда, судебных следователей и прокурорского надзора Оренбургской губернии и судебных установлений и прокурорского надзора Тургайской области, а в следующем году — такое же обозрение по Астраханской губернии.
С 28 ноября 1894 года назначен сенатором, присутствующим в уголовном кассационном департаменте Сената. В 1899 году был призван к присутствованию в Высшем дисциплинарном присутствии, а в 1902 году и к присутствованию в соединенном присутствии 1-го и кассационных департаментов для пересмотра судебных решений губернских присутствий. В 1912 году был пожалован в действительные тайные советники.
Скончался 27 января (9 февраля) 1916 года в Петрограде. Был похоронен в Орле. Был холост.

## Награды
- Орден Святой Анны 2-й ст. (1871)
- Орден Святого Владимира 3-й ст. (1882)
- Орден Святого Станислава 1-й ст. (1889)
- Орден Святой Анны 1-й ст. (1892)
- Орден Святого Владимира 2-й ст. (1898)
- Орден Белого Орла (1903)
- Орден Святого Александра Невского (01.01.1907, бриллиантовые знаки этого ордена пожалованы 20.11.1914)
- медаль «В память царствования императора Александра III»
- медаль «В память 300-летия царствования дома Романовых»
- знак отличия беспорочной службы за L лет
- знак «В память 200-летия Правительствующего Сената»

Иностранные:
- черногорский Орден Князя Даниила I 3-й ст.